# كلاوس بيترسن
كلاوس بيترسن هو رياضي خماسي دنماركي، ولد في 18 فبراير 1951 في أبينرا ‏ في الدنمارك.

## وصلات خارجية
- كلاوس بيترسن على موقع أوليمبيديا (الإنجليزية)